# Sport a Caserta
In questa voce sono raccolte informazioni sui maggiori protagonisti dello sport a Caserta e sulla storia dello sport nella città casertana.

## Disciplina

### Calcio
La Casertana è la maggiore società calcistica della città, nonché una delle più antiche d'Italia: la sua fondazione infatti risale al lontano 1908. Attualmente disputa il campionato di Serie D,dopo alcune vicissitudini societarie che hanno visto la squadra disputare tornei di Eccellenza Campana, anche nell'anno del suo centenario. Gioca allo Stadio A. Pinto.
Nel febbraio del 2007 ha conquistato la Coppa Italia regionale, battendo il Gragnano per 3 a 0 nella finale unica disputata allo stadio San Francesco di Nocera Inferiore.
Nel suo passato, la Casertana vanta numerosissime presenze nel campionato di serie C, ha disputato per 2 volte il torneo di Serie B, ha collezionato numerose partecipazioni alla Coppa Italia di Serie A e B, raggiungendo gli ottavi di finale nell'anno 86/87 dove fu eliminata per mano dell'Atalanta. La formazione Berretti è stata Campione d'Italia nella stagione 1966/1967.
Il simbolo della società è il Falchetto, ed i suoi colori sociali sono il rosso ed il blu.
Esistono inoltre delle società minori, quali la Boys Caserta (fondata nel 1996) e l'Atletico Acquaviva, che nel 2014-2015 partecipano al campionato di Prima Categoria Campania. Entrambe giocano le partite interne al campo Benedetta Ferone di Casolla. Altra realtà calcistica è quella degli RFC Ska Lions, la squadra antirazzista della città, nata nel 2011. Si uniscono alle società minori anche l' A.S.D Aquile Rosanero Caserta, che attualmente milita nel campionato di Promozione.

### Pallacanestro

La campione d'Italia nella stagione 1990-1991

La squadra di Caserta è tra le principali società della pallacanestro italiana, nonché l'unica squadra del sud a vincere lo scudetto nel 1990-91 con la Juvecaserta del presidente Giovanni Maggiò.
L'attuale la squadra di pallacanestro, nata dalle ceneri della vecchia Juvecaserta e dai Falchetti Caserta, ha raggiunto la promozione in Lega A l'8 giugno 2008 a seguito della vittoria a Jesi nella finale dei Play-off, dopo alcuni anni di militanza nelle serie B2, B1 ed infine Legadue e dopo aver sfiorato più volte la promozione nella massima serie.

### Calcio a 5
È presente sul territorio casertano la squadra di calcio a 5 denominata Caserta Futsal (fusione nel 2016 tra Marian Futsal e CUS Caserta) che milita nel campionato regionale di serie C1.  La struttura che ospita la società per le gare casalinghe e il palazzetto dello sport di Casagiove sito in via fortuna. 
Nella stagione 2014/2015,  con la vittoria del campionato C2 è entrata a far parte del massimo campionato regionale di C1.
Nella stagione 2015/2016 ottiene il piazzamento del 10º posto, dopo l'esonero nella prima parte del campionato del mister e con la straordinaria impresa del mister partenopeo Gaetano Breglia chiamato a ricucire la squadra.
Nella stagione 2016/2017, con la fusione tra le due società e con la panchina al mister casertano Guido Ventimiglia, ottiene il piazzamento del 4 posto valevole per le gare di play-off di serie B.
Play off 2016/2017: il Caserta Futsal perde la finale contro il Fuorigrotta per 3-1.

### Pallanuoto
Di un certo rilievo sono anche le squadre di pallanuoto, l'Assonuoto Caserta e la Libertas Galati Maddaloni che militano nella serie C.
Nella stagione 1991-92, con la vittoria del campionato di Serie A2 ottenuta dal Caserta Nuoto Club, Caserta ha raggiunto anche la promozione nella massima serie di pallanuoto e la partecipazione ai Play-off Scudetto. Il Caserta non ha poi preso parte alla Serie A1 1992-93 essendo confluito nella società SC Volturno di Santa Maria Capua Vetere, già militante in tale categoria.

### Ciclismo
Per quattro volte Caserta è stata sede di arrivo di una tappa del Giro d'Italia, la prima nel 1964, l'ultima nel 2002.
- 1964 13ª tappa Roccaraso-Caserta, vinta da Giorgio Zancanaro.
- 1982 5ª tappa Roma-Caserta, vinta da Urs Freuler.
- 1994 6ª tappa Potenza-Caserta, vinta da Marco Saligari.
- 2002 9ª tappa Tivoli-Caserta, vinta da Mario Cipollini.

### Automobilismo
In passato la città di Caserta ospitava una delle tappe della Formula 3 italiana.

### Baseball
Sono presenti due società sportive di Baseball la FalchiCaserta e la Rennets B.C. militanti il campionato di Baseball di Serie C2 e le categorie giovanili. Caserta ha partecipato anche a numerose edizioni del campionato di Serie A con il Caserta Baseball Club, società che è arrivata a disputare nel 1994 anche le semifinali scudetto, prima di scomparire per difficoltà finanziarie nel 1999.

### Pallavolo
Uno dei tanti sport che vengono praticati in città, la squadra più importante è la VolAlto Caserta che milita nella Serie A2 nazionale.

### Scherma
È presente dal 1961 la società di Scherma - A.S.D. Giannone Caserta- sita in Via
Ferrarecce P.co Letizia 159, che riscuote notevoli successi in campo nazionale ed internazionale.
La squadra di Spada maschile milita in serie A1, mentre quella di Spada femminile è stata promossa nel 2011 in serie B2.

### Softball
Per quanto riguarda il softball è presente la società sportiva Des Caserta Softball una delle più forti compagini a livello nazionale ed europeo, che milita nella massima serie del campionato italiano di softball Italian Softball League e vanta nel proprio palmarès quattro scudetti e due coppe Italia.

## Impianti sportivi

### Piscine
- Stadio del Nuoto di Caserta (Piscina Provinciale)[1]
- Piscina Comunale F. Dennerlein.

### Centro Sportivo Comunale

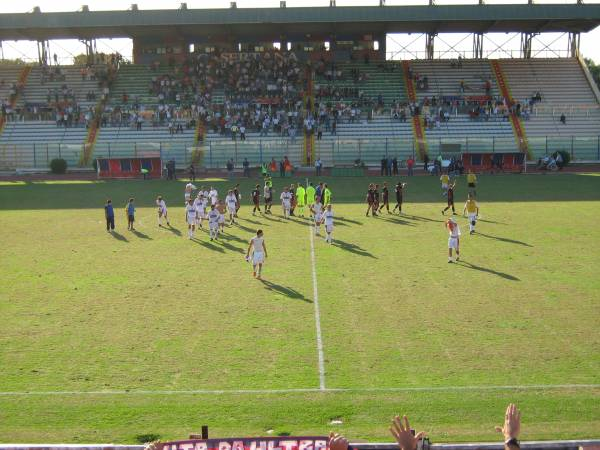
Stadio Pinto di Caserta

Si trova in Via Medaglie d'Oro, a ridosso del Centro.

#### Palazzetto dello Sport
È stato il primo campo della JuveCaserta, che ora gioca al Palamaggiò. Si tratta di un palazzetto con capienza di circa 2000 posti che dopo anni di ristrutturazione è stato da poco riaperto e viene oggi usato per partite di basket e pallavolo. Si trova in Viale Medaglie d'Oro nei pressi dello stadio Pinto.

#### Tennis Club Caserta
Campi di tennis all'aperto e al chiuso che ospitano ogni anno nel mese di aprile un torneo internazionale di tennis femminile.

### Stadi di baseball e softball
In frazione San Clemente si trova uno stadio di baseball dove giocano alcune squadre iscritte al campionato di C2 come la Falchi Caserta e la Rennets B.C. L'impianto è dotato di spogliatoio e spalti per spettatori. Contiguo è il campo di softball dove si esibisce la Des Caserta, compagine di softball femminile iscritta al campionato nazionale di A1.

### PalaVignola
È un palazzetto dello sport di proprietà del Comune di Caserta, usato dalle società minori per gare di basket e pallavolo. Si trova nella zona ex Saint Gobain, uno dei più moderni quartieri di Caserta. Ha una capienza di circa 1200 posti.

### Tensostruttura di Tuoro
È una tensostruttura adibita esclusivamente al calcio a 5 situata nella frazione di Tuoro a poche centinaia di metri dall'uscita Tuoro- Stadio della Variante di Caserta. Ormai inutilizzata.

### Palafrassati
Si tratta di un palazzetto adibito per partite di calcetto, basket e pallavolo dotato anche di palestra e piscina. Si trova in via Borsellino.

### Campo Sportivo Talamonti
È un campo di calcio in erbetta sintetica utilizzato dalla Nino Gravina, una delle squadra della città. Si trova in prossimità dell'uscita Caserta Ospedale della Tangenziale di Caserta.
Il campo è ancora in allestimento e presenta un'ottima giocabilità per via delle modifiche effettuate nel 2012.

### Campo Sportivo S. Commaia
È un campo di calcio in terra battuta, dotato di spogliatoi, impianto di illuminazione e parcheggio per auto. Vi gioca la squadra del Bayern Caserta, iscritta al campionato di seconda categoria, a seguito della scomparsa dell'Acquaviva Caserta che ha ceduto il titolo al San Marco Evangelista.

### Campo Sportivo A. Clemente
È un campo di calcio in erbetta naturale, dove si allena e disputa le partite di casa la Vis San Nicola, squadra di Eccellenza. Essa ha un settore giovanile che si allena nel medesimo campo, provvisto di spalti, spogliatoi, impianto di illuminazione e parcheggio per auto. Il campo si trova nei pressi della Saint Gobain, a San Nicola.

### Campi di basket
Quattro campi di basket uno in serie all'altro nel centro di Caserta e ad accesso gratuito dove si allenano ogni giorno i piccoli cestisti di Caserta. Recentemente la struttura è stata intitolata alle quattro stelle, ragazzi scomparsi in un incidente stradale mentre si recavano ad una trasferta dell'Under-15 della Juvecaserta.

### Pista di atletica
Una pista che gira intorno all'istituto per Geometri in una zona molto alberata e aperta del capoluogo e che è sempre molto frequentata in tutte le stagioni dell'anno. È dotata anche di area ginnastica.

### Campi di calcio a 5
A Caserta sono presenti una decina di centri sportivi dedicati al calcio a 5, detto anche calcetto, molto frequentati specie nel fine settimana. I centri sono privati e dotati di spogliatoio, impianto di illuminazione, punto ristoro e talvolta anche di campi al coperto.

### Tiro a segno
La città di Caserta ospita la sezione provinciale del Tiro a Segno Nazionale. Risalente al periodo immediatamente postunitario, essa è ubicata in Via del Bersaglio, nella frazione San Clemente.